# Hrafna-Flóki Vilgerðarson

Mapa que define as rotas dos primeiros escandinávos na Islândia, durante o século IX

Hrafna-Flóki Vilgerðarson (transliterado para português como Flóki Vilgerdarson, do islandês Flóki Vilgerðarson) foi o primeiro explorador norueguês que no século IX, navegou deliberadamente para a Islândia.
A história está documentada no manuscrito Landnámabók (Livro dos assentamentos), quando Flóki ouviu boas notícias acerca de novas terras a oeste, então conhecidas como Garðarshólmi. Flóki era filho de Vilgerd Karadatter (n. 904), uma filha de Horda-Kåre, do reino de Hordaland.
Na mídia, é representado por Gustaf Skarsgård, na Série televisiva Vikings.